# Рой, Андрей Саввич
Андре́й Са́ввич Рой (29 сентября 1886 — февраль 1919) — участник Первой мировой войны и участник Гражданской войны на стороне РККА, соратник И. А. Кочубея.

## Биография
Родился 29 сентября 1886 года в семье Кубанского казака станицы Сергиевской Кубанского казачьего войска Саввы Роя.
В службу вступил в 9-й Староингерманладский полк молодым солдатом 10 ноября 1908 года,         
- с 21 апреля 1909 г.-  рядовой,
- 21 марта 1910 г.- окончил курс учебной команды.
- 11 апреля 1910 г.- переименован в ефрейторы,
- 24 апреля 1910 г.- произведен в младшие унтер-офицеры.
- 9 декабря 1910 г.- произведен в старшие унтер-офицеры.
- 5 ноября  1911 г.- оставлен на сверхсрочную службу.
- 25 октября 1910 г.- направлен в школу прапорщиков.
- 22 июля 1913 г.- окончил школу прапорщиков.
- 27 апреля 1914 г.- произведен в подпрапорщики.
- 17 июля 1914 г. - переведен в 14-й пехотный запасный батальон.
- 3 августа 1915 г.- прибыл из 14 пехотного запасного батальона.
- 6 сентября 1915 г.- был ранен,
- 28 декабря 1915 г.- вернулся в полк.
- 25 июля 1916 г. - был ранен.
- 1 августа 1916 г.-  произведен в прапорщики.
- 17 октября 1916г.- вернулся в полк после ранения.
- 4 марта 1917г.-  произведен в подпоручики

1. Подпрапорщик Андрей Рой 9-го пехотного Ингерманландского полка согласно  ста-туса ст.67 п.2 приказом по войскам 17 Армейского корпуса от 23 ноября 1915 года №169  за совершенный подвиг 17 августа 1915 года награждён  Георгиевским крестом 4-й степе-ни за № 105271.(описания подвига нет).  (Ф. 2212 Опись1.Дело № 681. л.672.)
2. Приказом по армиям Юго-Западного фронта от 1 августа 1916 г. № 1266 « за боевые отличия» Андрей Рой произведен в прапорщики.
3. Прапорщик  9 -го пехотного Ингерманландского полка Андрей Рой согласно  стату-са ст.67 п.7 приказом по войскам 17 АК от11 сентября 1916 года №180 за совершенный подвиг 17 апреля 1916 года награждён  Георгиевским крестом 3-й степени за №247691. описания подвига нет.  (Ф 2212 Опись1.Дело № 462. л.196).
4. Прапорщик 9 -го пехотного Ингерманландского полка Андрей Рой согласно  статуса ст.67 п.11 приказом по войскам 17 АК от24 октября 1916 года №266  за совершенный по-двиг 26 мая 1916 года награждён  Георгиевским крестом 2-й степени за №38120. описа-ния подвига нет.  (Ф. 2212 Опись1. Дело № 462. л.385).
5. Прапорщик 9 -го пехотного Ингерманландского полка Андрей Рой согласно  статуса ст.67 п.2 приказом по войскам 17 АК от 24 октября 1916 года № 266  за совершенный по-двиг 2 июня 1916 года награждён  Георгиевским крестом 1-й степени за № 19057. описа-ния подвига нет.  (Ф. 2212 Оп.1.Дело № 462. л.385).
6. Приказом по армии и флоту  от 4 марта 1917г. прапорщик 9 -го пехотного Ингерман-ландского полка Андрей Рой произведен в подпоручики (Ф.2623. Оп.1. Д.354.).
7. Приказом по войскам 9-й армии  от 13 августа 1917 г. № 538 подпоручик 9 -го пехот-ного Ингерманландского полка Андрей Рой  награждён орденом  Св. Анны 4-й степени с надписью «За храбрость» за период боев с 1 января 1916г. по 1 марта 1917 г. (Ф.2623. Оп.1. Д.354. Л.224)

В 1918 году командир сотни в краснопартизанском отряде И. Кочубея, затем начальник штаба кавалерийской бригады Кочубея.
В феврале 1919 года погиб в бою.

## Награды
- Георгиевский крест четырёх степеней (4 ст.№247691, 3 ст.№105271, 2 ст.№38120, 1 ст.№19057)
- Орден Святой Анны 4-й степени
- Георгиевские медали 4 ст., 3 ст., 2 ст.

## Увековечение памяти
Образ А. С. Роя создан Аркадием Первенцевым в романе «Кочубей» и Юрием Озеровым в одноимённом фильме, где его роль сыграл Сергей Яковлев.
На родине А. С. Роя, в станице Сергиевской, его именем названа улица, в 1967 году установлена памятная стела. 29 сентября 2006 здесь прошли торжества по случаю его 120-летия.